# Actinodaphne
Actinodaphne es un género con 140 especies de plantas con flores perteneciente a la familia Lauraceae.
Son árboles de hojas persistentes, agrupadas o verticiladas. Con flores unisexuales.

## Especies seleccionadas
- Actinodaphne cupularis
- Actinodaphne forrestii
- Actinodaphne glaucina
- Actinodaphne henryi
- Actinodaphne kweichowensis
- Actinodaphne lecomtei
- Actinodaphne magniflora
- Actinodaphne mushanensis
- Actinodaphne obovata
- Actinodaphne obscurinervia
- Actinodaphne omeiensis
- Actinodaphne paotingensis
- Actinodaphne pilosa
- Actinodaphne trichocarpa
- Actinodaphne tsaii